# 蘇穎睿
蘇穎睿，香港基督教牧師，目前擔任中國基督教播道會窩打老道山福音堂的顧問牧師。 蘇穎睿是該堂的創堂主任牧師。
其弟弟蘇穎智牧師，是中國基督教播道會恩福堂的主任牧師及恩福聖經學院院長。

## 簡歷
蘇穎睿牧師出生於廣東番禺。父親曾為國民黨官員，大陸政權變色使他童年時隨父親逃到香港。蘇牧師早年畢業於香港大學，以一等榮譽獲得榮譽文學士學位，在威斯敏斯特神學院 取得道學碩士學位、在普林斯頓神學院取得神學碩士學位，以及 福樂神學院教牧學博士學位。蘇牧師曾任三藩巿播道會及窩福堂主任牧師。

## 填詞作品

### 1981年（1首）
- 城市民歌合唱團－城市之歌

### 1982年（1首）
- 陳芳榮－追